# احمد الحسن
احمد الحسن رهبر جمعیت مذهبی انصار المهدی است. او که مدعی است نَسَبش به حجت بن الحسن (مهدی) بازمی‌گردد، در بصره و جنوب عراق متولد شده است. او ادعا می‌کند از علم حجت بن الحسن بهره برده و در پایان سال ۱۹۹۹ و با دستور او «دعوت یمانی» را آغاز کرده است. به گزارش الشرق الاوسط احمد الحسن در سال ۱۹۹۹ از رشته مهندسی عمران دانشکده مهندسی نجف فارغ‌التحصیل شد و سپس به تحصیل در حوزه علمیه نجف پرداخت و پس از سه سال دعوتش را علناً آغاز کرد. او سال‌هاست که مخفیانه زندگی می‌کند و علت اصلی متواری شدنش را فتوای برخی از مراجع مثل حائری در قم به حلال بودن ریختن خونش عنوان می‌کند.
احمدالحسن تا کنون پنجاه کتاب نوشته است و یارانش نیز حدود دویست کتاب نوشته‌اند. او می‌کوشد نام خود و نام شهر و روستای خود و سن و خصوصیات جسمی خود را با روایات و احادیث نشان دهد. یاران احمد الحسن در سال ۲۰۰۸ در نواحی بصره و ناصریه با پلیس عراق درگیر شدند که صدها کشته و مجروح بجا گذاشت و خاتمه یافت پس از این احمد الحسن کشته یا ناپدید شد و حامیانش ضمن ادامه دادن تبلیغ برای وی هم‌زمان سعی کردند با نوشتن کتبی در تأیید او مبارزه را به عرصه کلامی بکشانند و ادعاهای وی را زنده نگه دارند.

## خانواده
پدر او کشاورز بوده است. یکی از برادران وی پژوهشگر انرژی هسته‌ای است و دارای مقالاتی در این خصوص بوده است. برادر دیگر احمد الحسن نیز با درجه سرهنگی در ارتش خدمت می‌کرده است.

## ادعاها
- وی مدعی است که همان سید یمانی است که در باور شیعه دوازده امامی به عنوان یکی از علائم قطعی و زمینه‌ساز اصلی ظهور امام زمان پیش از ظهور قیام می‌کند.[۱][۶]
- او خود را با چهار واسطه از اولاد امام زمان می‌داند.
- او مدعی است: بعد از اینکه امام مهدی که حکومت کرد و از دنیا رفت، دوازده مهدی از نسل او یک به یک حکومت می‌کنند و من (احمد الحسن) مهدی اول هستم و جدم (امام زمان) حکومت را به من خواهد داد.[۸]
- او در بیانیه‌ای خود را داناترین مردم به قرآن و تورات و انجیل معرفی می‌کند و علمای ادیان را به مناظره و مباهله دعوت می‌کند.
- احمدالحسن مدعی است تبارش به علی بن ابی‌طالب می‌رسد. نام ادعایی او احمد فرزند سیداسماعیل، فرزند سیدصالح، فرزند سیدحسین، فرزند سیدسلمان، فرزند امام محمد، فرزند امام حسن، فرزند امام علی، فرزند امام محمد، فرزند امام علی، فرزند امام موسی، فرزند امام جعفر، فرزند امام محمد، فرزند امام علی، فرزند امام حسین، فرزند امام علی بن ابی طالب است.[۹]

## دلایل
او می‌کوشد با برخی از روایات اثبات کند که غیبت مهدی به سبب گناه شیعیان به وجود آمده است و شیعیان اگر از گناه خود توبه می‌کردند غیبت استمرار نمی‌یافت. برای همین شیعیان تا قبل از اینکه مهدی رهبری را برای آن‌ها تعیین نکند نباید حکومت تشکیل دهند بلکه باید از گناهان خود توبه کنند تا مهدی شخصی را از سوی خود به سمت آن‌ها بفرستد.
محمد باقر امام پنجم شیعیان گفت: «بر حذر باشید از کسانی که خود را به دروغ به آل محمد نسبت می‌دهند؛ که همانا برای آل محمد و علی یک پرچم است و برای دیگران پرچم‌ها. پس در جای خودت ثابت باش و ابداً از هیچ‌کس تبعیت نکن تا مردی را از فرزندان حسین ببینی که با او وصیت رسول‌الله و پرچم او و سلاح او باشد» (تفسیر العیاشی ج۱ ص۶۴، بحار الأنوار ج۵۲ ص۲۲۴)
بنابر این روایت شیعیان نباید از کسی پیروی کنند تا شخصی با این سه نشانه بیاید و او همان سید یمانی است که بنابر روایتی از جعفر صادق صاحب هدایتگرترین پرچم قبل از ظهور است.

### وصیت پیامبر اسلام
- یاران احمدالحسن به روایاتی استناد می‌کنند اما اصلی‌ترین استناد آن‌ها به وصیت شب آخر پیامبر را از کتاب غیبت شیخ طوسی است که در آن اسم احمد به عنوان فرزند مهدی معرفی شده است. جعفر صادق از پدرش محمد باقر از پدرش زین العابدین از پدرش حسین از پدرش امیرالمؤمنین نقل می‌کند که: رسول خدا در شبی که وفاتش در آن واقع شد، به علی فرمود: ای ابا الحسن، کاغذ و دواتی بیاور و رسول‌الله وصیت خود را املاء کرد تا این که بدین جا رسید که فرمود: یا علی! بعد از من دوازده امام می‌باشند و بعد از آن‌ها دوازده مهدی هستند. پس تو یا علی اوّلین دوازده امام می‌باشی … هرگاه وفاتش رسید آن را به پسرش محمد نگهبان از آل محمد واگذار کند، پس آن‌ها دوازده امام هستند. سپس بعد از وفات او دوازده مهدی می‌باشند. هرگاه وفات (حجت بن الحسن) رسید آن را به پسرش مهدی اول واگذار کند، برای او سه اسم است. یک اسمش مانند اسم من، و اسم دیگرش اسم پدر من است، و آن‌ها عبدالله و احمد هستند، و نام سوم مهدی است؛ و او اولین مؤمنان (به پدرش) است.[۱۰][نیازمند منبع]

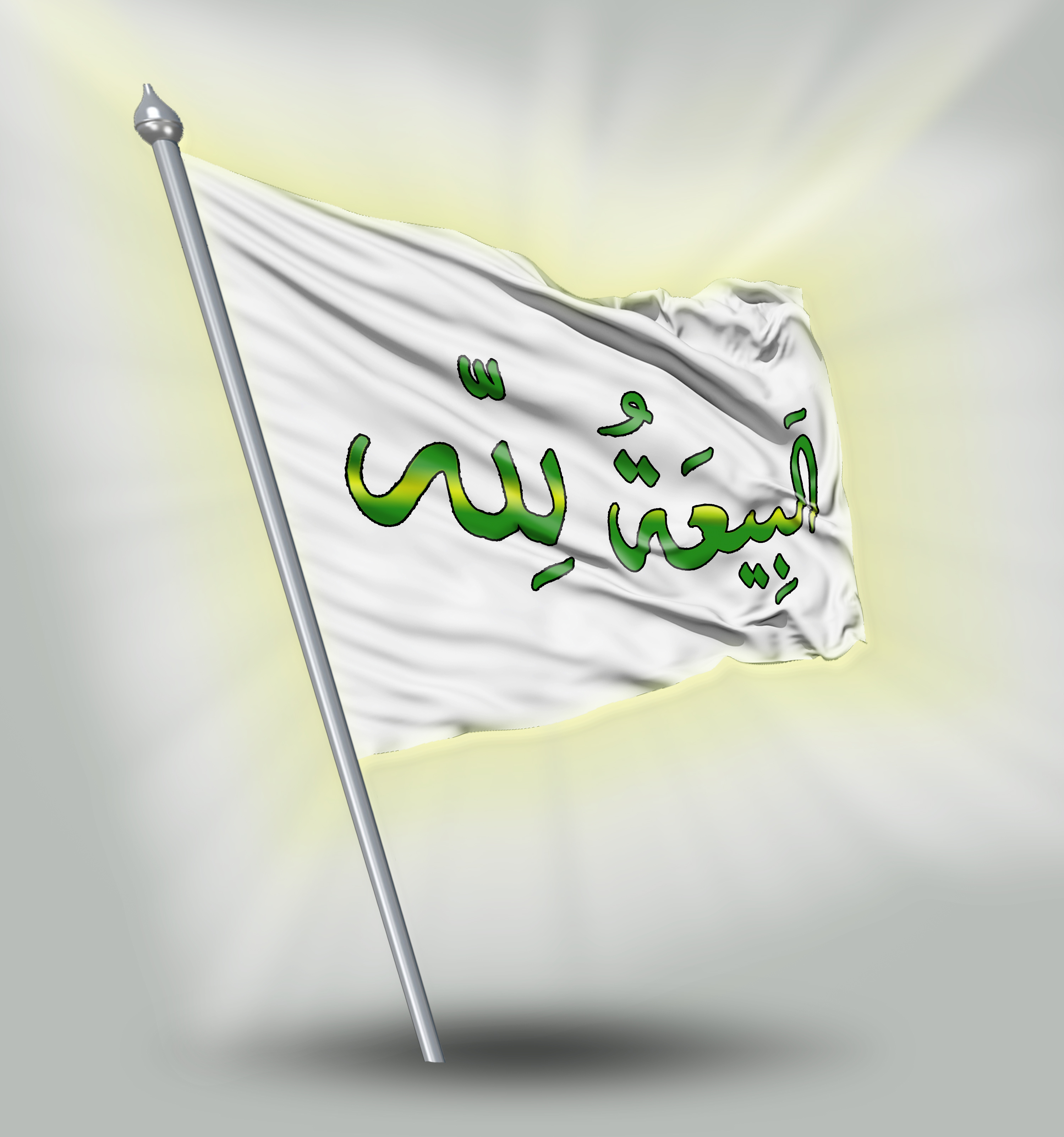

### پرچم حاکمیت خدا
- او با توجیه برخی روایات پرچم مهدی را پرچم «البیعةلله» معرفی می‌کند که به معنای نفی حاکمیت‌های انسانی (مانند شورا) و دعوت به حاکمیت خدا است. در اندیشه سیاسی احمدالحسن، حاکم جامعه انسانی باید توسط خدا تعیین شود؛ برای همین دموکراسی و انتخاب حاکم توسط شوراها نفی می‌شود.

### علم (سلاح)
- احمد الحسن می‌کوشد که با برخی از روایات سلاح پیامبر را همان علم پیامبر معرفی کند و متعاقباً علمی را که خودش در کتبش منتشر کرده است را نشانه‌ای بر حقانیت خود عنوان می‌کند.

### استفاده از جن
برخی از حوزویان قم ادعا کرده‌اند که گروه احمد الحسن از جن و سحر برای کشاندن افراد به سمت مسلک خود استفاده می‌کنند.

### خواب‌ها
- او همچنین دعایی ارائه کرده است و مدعی است که اگر کسی این دعا را بخواند خواب اهل بیت را می‌بیند که احمدالحسن را تأیید می‌کنند.[۱۲]

## مکتب احمد الحسن
راه‌های ارتباطی احمد الحسن در درجه اول صفحه فیسبوک او است که یک میلیون دنبال‌کننده دارد و در درجه دوم دفتر او در نجف می‌باشد که توسط چهار تن از روحانیونی که به او پیوسته‌اند به نام ناظم العقیلی، سید حسن الحمامی، حبیب السعیدی و سید واثق الحسینی مدیریت می‌شود. این دفتر (مکتب) حوزه علمیه، دانشکده، حسینیه‌ها، روزنامه، ماهواره و خیریه‌ای را مدیریت می‌کند.

## تالیفات
- تفسیر آیه‌ای از سوره یونس
- وصیت مقدس، نوشتار بازدارنده از گمراهی
- وصی و فرستاده مهدی در کتاب‌های تورات، انجیل و قرآن
- توقف‌گاه‌هایی برگزیده از چشم‌اندازهای سومر و اکد
- شرایع الإسلام در سه جلد
- چندین جلد پاسخ به پرسش‌ها و استفتاهای فقهی
- سرگردانی، یا طریق به سوی الله
- همگام با عبد صالح در دو جلد
- سفر موسی ع به مجمع البحرین
- روشنگری‌هایی از دعوت‌های فرستادگان در سه جلد
- رجعت سومین روز از روزهای بزرگ خدا
- بیان حق و سداد از طریق علم اعداد در دو جلد
- نصیحتی برای طلّاب حوزه علمیه و هرکس که طالب حق است.
- نبوت خاتَم
- متشابهات در چهار جلد
- پاسخ‌های روشن‌گر از راه امواج
- رساله‌ای در فقه خمس و ضمیمه آن
- جهاد درب بهشت
- حجت وصی، و اوهام مدعی
- نامه هدایت
- حاکمیت خدا، نه حاکمیت مردم
- گوساله در دو جلد
- گزیده‌ای از تفسیر سورهٔ فاتحه
- عقائد الإسلام، و از تو دربارهٔ روح می‌پرسندسیزدهمین حواری
- توهم بی‌خدایی، آیات ربوبیّت در آفرینش

### توهم بی‌خدایی
ریچارد داوکینز از رهبران آتئیسم، کتابی به اسم «پندار خدا» (توهم خدا) نوشته است و در آن، تلاش می‌کند با علم روز، مثل فیزیک نظری و زیست‌شناسی…، دین و مطالب دینی را نقد، و تناقض علم و دین را ثابت کند. این کتاب، میلیون‌ها بار در کل جهان، به همه زبان‌ها منتشر شده است. احمد الحسن بعد از این کتاب، کتابی تحت عنوان «توهم بی‌خدایی» می‌نویسد و می‌کوشد با استناد بر علوم روز تناقضات بین علم و دین را توضیح داده و انتقادهای آتئیست‌هایی چون داوکینز را پاسخ دهد. توفیق مغربی، دارن اسمیت و سهیلا اسمیت از مترجمین و مفسرین این کتاب هستند.

## نقدها
اگرچه برخی یاران احمدالحسن، طلاب و روحانیونی هستند که به او پیوستند اما در عین حال اکثریت روحانیون با او مخالفند. بلکه مهم‌ترین مخالفت با او از نهاد حوزه علمیه می‌باشد. برخی از کسانی که در نقد احمدالحسن کتاب نوشته‌اند عبارتند از:
- محمد شهبازیان: کتاب ره افسانه، خواب پریشان، وصیت در امامت
- علی کورانی: دجال بصره
- نصرت‌الله آیتی: از تبار دجال، ناقوس گمراهی
- علی آل محسن: الاخطاء لابن گاطع، ماهی الوصیة

### مهم‌ترین نقدها

#### اعتبارخوابدر شناخت حجت خدا
یاران احمدالحسن به برخی از روایات در حجیت خوابی که معصوم در آن باشد، استناد می‌کنند و بین منتقد و موافق مباحثی رد و بدل می‌شود.
نقد احادیث مورد استناد؛ به عنوان مثال برخی از احادیث را ضعیف می‌دانند و برخی را تقطیع می‌دانند.

#### عدم اعتبار علم رجال
یاران احمدالحسن برای علم رجال جایگاه زیادی قائل نیستند و بیشتر از کنار هم گذاردن احادیث برای بررسی صحت و سقم احادیث استفاده می‌کنند تا سندشناسی.

#### عدم عصمت
یکی از مناقشات بین دو طرف در تعریف از عصمت معصوم است. منتقدین برخی از سهوها و خطاهای اعرابی در خطبه‌های صوتی احمدالحسن را نافی عصمت ادعایی او عنوان می‌کنند.
احمدالحسن در سه جلسه تدریس صوتی سعی می‌کند اثبات کند که معصوم می‌تواند در اموری که مربوط به ابلاغ رسالتش نیست سهو کند چون معصوم مثل دیگر انسان‌ها بشر است. برخی از علمای شیعه مثل صدوق چنین نظری داشته‌اند.

#### عدم اقامه معجزه
یکی دیگر از انتقادها به احمدالحسن این است که چرا او معجزه یا صفات اعجازگونه از خود ظاهر نمی‌کند؟ به عنوان مثال چرا او به زبان‌های گوناگون صحبت نمی‌کند؟
احمدالحسن در کتاب تفسیر آیه‌ای از سوره یونس و کتاب عقائد الاسلام می‌کوشد اثبات کند که معجزه بر حجت‌های خدا واجب نیست و مردم زمان پیامبر اسلام نیز از او معجزاتی می‌خواستند که بنابر روایت قرآن از انجام آن معجزات خودداری می‌کرده است. با این حال یاران او کراماتی برای او جمع کرده‌اند.

#### تحرکات تند و تروریستی
از دیدگاه منتقدین جریان یمانی یک جریان تروریستی است که برای جامعه شیعی خطرناک است چراکه آن‌ها قصد تشکیل حکومت دارند و همچنین دیدگاه تند و تیزی نسبت به علمای شیعه دارند. آن‌ها شواهدی برای این مدعا اقامه می‌کنند.

#### نقد ادله
معتقدان به احمدالحسن بصری که با استناد به معدودی از احادیثی غیرمتواتر و شاذ و نیز نامقبول و نامعتبر از منظر سایر شیعیان که در آنها از دوازده امام از صلب علی و فاطمه و نظایر آنان سخن می‌گویند و ساعی بر توجیه باور به سیزده امام از منظر تشیع می‌باشند؛ شیعیان اثنی عشری این دیدگاه را با دلایل متعددی مورد انتقاد قرار داده‌اند و در رابطه با آن چنین گفته‌اند که:
از نظر ادبی مِن در عبارت "مِن صلب علی و فاطمه" مِن بیانیه است. و می خواهد توضیح دهد که امامان از صلب علی و فاطمه هستند. در واقع، مِن برای بیان و توضیح ایمه است نه اثنا عشر. زیرا اثنا عشر در نقش تمییز قرار دارد و از نظر ادبی بیان تمییز بی معنا است. افزون بر این که اگر مِن را بیان اثنا عشر بگیریم و به قرائن خارجی نیز توجه نکنیم به همان دلیلی که علی علیه السلام را علاوه بر آن دوازده امام، سیزدهمین امام شمرده ایم بایستی حضرت فاطمه را نیز چهاردهمین امام به حساب آوریم!

## جریان یمانی در عراق
احمدالحسن زاده منطقه مدینه روستای بصره است و دعوت خود را از نجف و از حوزه علمیه محمد صادق صدر آغاز کرد. در ابتدا برخی از طلاب گرد او جمع شدند و او قبل از اینکه خود را به عنوان فرستاده مهدی و یمانی معرفی کند به عنوان مدرس قرآن و یک روحانی سیاسی وارد صحنه شد. او از همان ابتدا به مراجع و به خصوص سید علی سیستانی منتقد بود و اولین انتقادش را به نحوه توزیع وجوهات خمس و زکات و فقر عمومی طلاب وارد کرد و سپس بیانیه ای علیه صدام و قرآنی که با خون خود نوشته بود منتشر کرد. پس از آن از بیم دستگیری توسط صدام، متواری شد و یارانش نیز یا از او برائت جستند و برخی مخفی شدند. این حوادث مصادف شد با سقوط صدام، پس از آن احمدالحسن همچنان به حضور نظامیان غربی و عدم صدور فتوای جهاد توسط مراجع معترض بود. در همین حین حیدر مشتت یکی از یاران نزدیکش از او جدا شد.
پس از استقرار دولت عراق که همسو با مراجع بود، او به اجبار از سال ۲۰۰۶ دو مرتبه متواری شد و ناظم عقیلی و حسن حمامی و واثق حسینی را به عنوان نمایندگان خویش منصوب کرد. با این حال دعوت او رو به گسترش بود و انصار او مرتب دفترها یا حسینیه‌ها یا مدارسی را تأسیس می‌کردند که هر دفعه توسط دولت عراق پلمپ می‌شد تا اینکه در سال ۲۰۰۸ درگیری نظامی بین انصار احمدالحسن و دولت عراق در حسینیه منتسب به او بصره و ناصریه رخ می‌دهد که منجر به کشته شدن ده‌ها نفر می‌شود. رسانه‌های دولت عراق گزارش می‌دهند که انصار یمانی قصد شورش نظامی داشته‌اند و سلاح‌هایی را جمع‌آوری کرده بودند اما انصار احمدالحسن تا امروز این مسئله را تکذیب می‌کنند و ادعا می‌کنند به آن‌ها حمله شده درحالی که مشغول عزاداری بوده‌اند. با این حال حدود سی نفر از یاران احمدالحسن کشته شدند و صدها نفر دستگیر شدند. به گفته رئیس پلیس بصره بیشتر دستگیرشدگان تحصیل کرده حوزه و دانشگاه بودند و ادعا می‌کردند که در حقانیت احمدالحسن خواب دیده‌اند. در نهایت چهل نفر به دلیل اعترافاتشان به حبس ابد یا اعدام محکوم شدند که پنج نفرشان اعدام شدند.
اما انصار احمدالحسن همچنان به گستراندن دعوتشان اصرار ورزیدند و موسسات و دفاتر خود را پس از چند سال بازگشایی کردند. شخص احمدالحسن نیز در سال ۲۰۱۲ صفحه فیسبوکش را افتتاح کرد. حدود دو سال بعد عبدالله هاشم فیلم‌ساز معروفی که به او پیوسته بود از او جدا شد. با این حال جریان احمدالحسن با تأسیس شبکه ماهواره ای و روزنامه و حوزه و دانشکده دعوتش را در عراق استحکام داد. حتی زمانی که داعش پیشروی می‌کرد، احمدالحسن ضمن صدور فتوای جهاد گردان‌های قائم را تأسیس کرد. این مقدمات باعث شد در سال‌های اخیر بتواند در سیاست عراق ورود پیدا کند. احمدالحسن در تظاهرات‌های ضد فساد سال ۲۰۱۶ و ۲۰۱۸ با تمام وجود وارد شد. تا جاییکه برخی رسانه‌ها او را یکی از اصلی‌ترین رهبران تظاهرات بصره در سال ۲۰۱۸ عنوان کردند. در همین حال برخی رسانه‌های ایرانی جریان یمانی را مسئول به آتش کشیدن کنسولگری ایران در بصره معرفی کردند که مورد تکذیب دفتر احمدالحسن قرار گرفت.

## جریان یمانی در ایران
از حدود ده سال پیش این جریان از طریق عرب‌نشینان خوزستان وارد ایران شد و به آرامی گسترش یافت. امروز بیشترین انصار احمدالحسن در خوزستان، خراسان و قم هستند. فعالیت انصار احمدالحسن تا کنون در ایران به دلیل موضع شدید حکومت ایران، زیرزمینی و بیشتر در فضای مجازی بوده است. حدود دویست نفر از جریان یمانی در دادگاه ویژه روحانیت دارای پرونده هستند و بیشتر آن‌ها در انتظار حکم قطعی دادگاه هستند.
این جریان تا کنون شاهد سه مرحله سرکوب گسترده بوده است؛ مرحله اول، دستگیری‌های گسترده در سال ۱۳۹۳ در مشهد، قم، اصفهان و شهرهای دیگر بود. مرحله دوم، دستگیری چهل نفر از انصار احمدالحسن در شب تاسوعای سال ۱۳۹۶ در قم بود و مرحله سوم، درگیری فیزیکی با تجمع انصار یمانی در تربت حیدریه بود که منجر به دستگیری حدود پنجاه نفر اعم از مرد و زن و کودک شد. انصار احمدالحسن در تربت حیدریه در اعتراض به دستگیری چند نفر در برابر دادگاه انقلاب این شهر تجمع می‌کنند که با سرکوب نیروهای امنیتی به دستگیری همه تجمع کنندگان، اعم از مرد و زن و کودک منجر شد. پس از بازتاب تصاویر منتشر شده از این واقعه انصار احمدالحسن در قم، مشهد، اهواز، اصفهان، بوشهر و … ویدئوهایی حاوی بیانیه‌های شدیداللحنی خطاب به دستگاه قضایی از خود منتشر کردند.
این واقعه باعث شد که تنی چند از سیاسیون به تحلیل در این خصوص بپردازند؛ از جمله سعید حجاریان که ضمن نکوهش برخورد امنیتی، آموزه‌های این جریان را خرافی نامید و عباس عبدی که دیدگاه حجاریان را نقد کرد و به نوعی به دفاع از این اقلیت دینی برخاست.
مهم‌ترین مبلغین احمدالحسن در ایران برخی از طلاب و روحانیونی هستند که به او پیوستند که برخی از آن‌ها زندانی شدند و برخی دادگاهی و در انتظار زندان هستند. اتهامات یمانی‌ها در دادگاه ویژه روحانیت عبارت است از: بدعت‌گذاری در دین، اقدام علیه امنیت ملی و تشویش اذهان عمومی.
مکتب احمدالحسن در آخرین مواضع خود سعی در تنش زدایی در رابطه با حکومت ایران داشته است. دو تن از نمایندگان احمدالحسن در دیدار نوروزی سال ۱۳۹۸ مواضع دوستانه و مسالمت جویانه خود را نسبت به جمهوری اسلامی بیان کردند و درخواست کردند که معتقدان به این مذهب، مانند دیگر اقلیت‌های دینی در ایران آزادی‌های اولیه را داشته باشند.